# دانييلي مانيني
دانييلي مانيني (بالإيطالية: Daniele Mannini)‏ (مواليد 25 أكتوبر 1983 في فياريدجو - إيطاليا) لاعب كرة قدم إيطالي يلعب حاليا لصالح نادي الدرجة الأولى سامبدوريا الإيطالي منذ 2009 في مركز الجناح الأيمن كما يجيد اللعب في مركز الجناح الأيسر .

## روابط خارجية
- دانييلي مانيني على موقع قاعدة بيانات كرة القدم.إي يو (الإنجليزية)
- دانييلي مانيني على موقع Soccerway.com (الإنجليزية)
- دانييلي مانيني على موقع عالم كرة القدم.نت (الإنجليزية)
- دانييلي مانيني على موقع كووورة